# Internet Assigned Numbers Authority
Internet Assigned Numbers Authority (IANA) är en organisation som arbetar med att se över fördelning av  IP-adresser och utvecklingen av internets struktur. IANA har övergripande ansvar för internets rotservrar men genomför också många andra uppgifter kring utveckling och implementering av olika internet-protokoll.
Organisationen är en del av ICANN, och i Europa hanteras adresser av den underordnade organisationen RIPE.